# Uxoricide
L'uxoricide (du latin uxor : « épouse » et -cide, de caedere : « couper, tuer ») est le meurtre d'une femme par son conjoint. Le terme peut désigner aussi bien l'acte lui-même que la personne qui le commet.
C'est une forme spécifique de féminicide.

## Fréquence des uxoricides

Le suicide du Galate, ou Galate se donnant la mort après avoir tué sa femme, palazzo Altemps à Rome.

D'après l'Organisation mondiale de la santé, en Asie du Sud-Est, sur la totalité des femmes assassinées, 55 % sont victimes de leur compagnon ; elles sont 40 % en Afrique et 38 % sur le continent américain. Une enquête de 2013 montre que 38,6 % des assassinats de femmes sont commis par leur compagnon.
La fréquence des uxoricides est variable parmi les cultures occidentales : chaque mois, environ 7 femmes en sont victimes en Angleterre et en Cornouailles, 4 en Australie et 76 aux États-Unis. Il convient de signaler que ces nombres correspondent à des années différentes et que la population des États-Unis dépasse largement celle du Royaume-Uni et de l'Australie.

### États-Unis
Aux États-Unis, même si les cas de violence conjugale et d'assassinat dans le couple ont reculé depuis les années 1970, la fréquence des uxoricides est plus élevée que celle des maricides (en) (l'assassinat de l'époux par son épouse). Aux États-Unis en 2007, sur 2 340 meurtres commis dans le couple, les femmes représentent 70 % des victimes. Les données du Federal Bureau of Investigation recueillies depuis le milieu des années 1980 montre que pour 100 maris qui tuent leur épouse aux États-Unis, environ 75 femmes tuent leur mari. Néanmoins, dans certaines localités américaines, il est plus fréquent de voir une épouse tuer son conjoint : Chicago, Detroit, Houston et Saint Louis. D'après le bureau américain des statistiques criminelles, sur la période 1998-2002, les auteurs d'uxoricide sont plus souvent des hommes blancs que ceux d'autres groupes démographiques.